# Jej opowieść o Shim Chong
Jej opowieść o Shim Chong (kor. 그녀의 심청 Geunyeoui Simcheong) – manhwa z gatunku girls’ love napisana przez Seri i zilustrowana przez Biwan, publikowana w serwisie Comico od września 2017 do marca 2019. W Polsce prawa do dystrybucji nabyło wydawnictwo Waneko.

## Fabuła
Historia, oparta na klasycznej koreańskiej powieści o tym samym tytule, opowiada o losach dwóch kobiet z różnych warstw społecznych, które łączy jedno pragnienie: opuszczenie tego świata. Shim Chong jest młodą żebraczką, która polega na hojności innych, aby wyżywić siebie i swojego niewidomego ojca. Druga to przyszła żona starego kanclerza Janga, sprzedana mu ze względu na rodzinę. Gdy Shim Chong ratuje ową małżonkę z rzeki, ich spotkanie rozpala zarówno uczucie, jak i sekretne zamiary.

## Publikacja serii
Seria była publikowana online za pośrednictwem serwisu Comico od 12 września 2017 do 11 marca 2019. Wydawnictwo Wisdom House zebrało jej rozdziały w 7 tomach, wydawanych od 24 sierpnia 2018 do 11 czerwca 2020. Od 23 września 2019 do 15 czerwca 2020 w serwisie publikowano kolejne rozdziały przedstawiające dodatkowe historie poboczne. Następnie zostały zebrane one w jednym tomie, wydanym 11 czerwca 2020.
13 listopada 2024 wydanie manhwy zapowiedziało wydawnictwo Waneko, premiera odbyła się zaś 24 marca 2025.
| Nr | Język koreański     | Język koreański        | Język polski  | Język polski           |
| Nr | Data wydania        | ISBN                   | Data wydania  | ISBN                   |
| -- | ------------------- | ---------------------- | ------------- | ---------------------- |
| 1  | 24 sierpnia 2018    | ISBN 979-11-6220-747-5 | 24 marca 2025 | ISBN 978-83-8389-032-6 |
| 2  | 18 stycznia 2019    | ISBN 979-11-89709-40-2 | 23 maja 2025  | ISBN 978-83-8389-033-3 |
| 3  | 4 października 2019 | ISBN 979-11-967205-7-5 | 24 lipca 2025 | ISBN 978-83-8389-034-0 |
| 4  | 11 czerwca 2020     | ISBN 979-11-90630-59-7 | —             |                        |
| 5  | 11 czerwca 2020     | ISBN 979-11-90630-60-3 | —             |                        |
| 6  | 11 czerwca 2020     | ISBN 979-11-90630-61-0 | —             |                        |
| 7  | 11 czerwca 2020     | ISBN 979-11-90630-62-7 | —             |                        |
| Ex | 11 czerwca 2020     | ISBN 979-11-90630-63-4 | —             |                        |

## Odbiór
W 2018 roku seria została nagrodzona przez koreańskie Ministerstwo Kultury, Sportu i Turystyki nagrodą Today’s Our Manhwa Award.
Francisca Santos, pisząc dla We Got This Covered, umieściła Jej opowieść o Shim Chong na liście 15 najlepszych manhw romantycznych, zauważając, że „narracja i dialogi w tej historii są pięknie napisane, przyciągając uwagę czytelnika i poetycko splatając mistycyzm z historycznym kontekstem”. Podobnie Comic Book Resources umieściło serię na liście „25 najlepszych manhw, które musisz przeczytać”.